# Хркљуш
Хркљуш је за потребе телевизије измишљен спорт, „народна босанска игра“, настао крајем осамдесетих година 20. века, као производ маште твораца популарне сарајевске ТВ серије „Топ листа надреалиста“. У једној од епизода може да се види и њен „директан пренос“.

## Правила
Играчи се (више њих) распореде у круг и заузму одручни став (размјерање). Потом вођа игре у круг убаци лопту крпењачу насумице једном од њих. Отпочиње додавање крпењачом. Коме лопта испадне из руку, напушта круг, удара се песницом у чело и виче „До мене, до мене“. Када вођа игре викне: „Хркљуш“, победник је онај код кога се налази лопта.
Хркљуш је сваки учесник који је испао из игре. За њега је то је понижавајући чин а игра се одвија док сви учесници осим последњег не постану хркљуш. Победник је играч коме крпењача у том циклусу није испала из руку.

## Инспирација за „игру“
Овај „спорт“ је карикатура дервишког обреда иранских паздарана, који ножем направе рез на челу, затим га повежу траком на којој стоји одређена сура из Курана а онда се ударају по рани, чиме појачавају крварење.

## Утицај на популарну културу
1991. је објављена рачунарска игра Хркљуш, за Комодор 64. Аутори су браћа Радојевић из Ариља. Поред стандардних правила (добацивање лоптом и ударање самог себе песницом у чело), уведено је и такмичење по лигама.
Хркљуш је брзо пронашао место у жаргону. Он подразумева:
- нешто глупо, што нема смисла;[2]
- тврдоглаво истрајавање на промашеном путу;
- учествовање у ситуацији чија су правила небулозна и променљива;
- упорно очување неког заосталог и анахроног обичаја;
- смешно придржавање неких традиционалних регула.

Данас се хркљушем називају и неки ефемерни спортови или вештине којима се баве поједина племена или народи (ирски хурлинг, шкотско бацање дирека, српски клис, и сл.).